# Petr Halmay
Petr Halmay, eigentlich Petr Šiktanc (* 1958 in Prag), ist ein tschechischer Dichter.

## Leben
Petr Halmay wurde 1958 als Sohn des tschechischen Dichters Karel Šiktanc geboren. Mit einem Publikationsverbot belegt, durfte er seine Gedichte in der Tschechoslowakei nicht veröffentlichen. In der Zeit der „Normalisierung“ der 1970er Jahre arbeitete er u. a. als Tankwart, Beifahrer oder Bühnentechniker. Nach 1989 veröffentlichte er zuerst in Zeitschriften (Revolver revue, Literární noviny, Souvislosti, Tvar). Für seinen dritten Gedichtband Koncová světla (Schlusslichter) erhielt er 2007 den von der Obec spisovatelů verliehenen Jan-Skácel-Preis.

## Werke
- Strašná záře (Furchtbares Leuchten), 1991
- Bytost (Das Wesen), 1994, ISBN 80-85239-25-6
- Hluk (Lärm), 1997, ISBN 80-85906-49-X
- Koncová světla (Schlusslichter), 2005, ISBN 80-903456-1-1
- Země nikoho (Niemandsland), 2008, ISBN 978-80-87048-11-5

Gedichte in deutscher Übersetzung:
- Schlusslichter. Tschechisch und Deutsch. Übersetzt von Christa Rothmeier. Wien: Edition Korrespondenzen, 2009, ISBN 978-3-902113-61-0.